# 아이덴티티 (텔레비전 게임 쇼)
《아이덴티티》(Identity)는 2006년 12월 18일부터 2007년 4월 27일까지 NBC에서 방영된 게임 쇼이다. 대한민국에서는 SBS에서 《공통점을 찾아라》라는 이름으로 포맷을 구입하여 방영되었다.

## 규칙
처음에 번호가 매겨진 플랫폼 위에 선 12명의 낯선 사람들이 1명의 참가자 앞에서 자신을 소개하는데, 참가자에게는 각각 12명의 신원 정보(직업, 취미, 나이, 키, 몸무게 등)가 공개된다. 참가자들은 시각적 관찰을 통해 1명을 선택하고 낯선 사람들을 정확하게 선택한다. 참가자는 결정을 내리기 이전에 반드시 "신원을 봉인한다"라고 말하면서 버튼을 누르는데, 진행자는 낯선 사람에게 "그게 당신의 정체인가요?"라고 묻는다. 낯선 사람을 자신의 신원을 인정하거나 부정한다. 낯선 사람이 자신의 신원임을 인정하면 신원과 관련된 대사(예를 들어 야구 심판은 "세이프!"라고 말함)를 말하거나 시범(줄넘기)을 보여준다. 참가자가 1명을 맞출 때마다 도전 상금도 다음과 같이 상승하게 된다.
| 맞춘 사람 수 | 도전 상금 (미국 달러) |
| ------------ | --------------------- |
| 1명          | $1,000                |
| 2명          | $5,000                |
| 3명          | $10,000               |
| 4명          | $15,000               |
| 5명          | $25,000               |
| 6명          | $50,000               |
| 7명          | $75,000               |
| 8명          | $100,000              |
| 9명          | $150,000              |
| 10명         | $250,000              |
| 11명         | $500,000              |

게임 도중에 어느 시점에서든 참가자는 승리하는 것으로 게임을 종료하는 것을 선택할 수 있다. 도전 상금 수준은 보장되지 않으며, 참가자가 "잘못된 신원" 힌트로 인해 실수를 하면 게임은 종료되고 도전 상금을 받지 못하게 된다.
참가자가 2명의 신원을 정확하게 맞추거나 틀린 경우에는 언제라도 한 번만 사용할 수 있는 3가지 "힌트"에 대해 알게 된다. 3가지 힌트 중 1번째 힌트는 단순히 게임의 규칙이며, 나머지 2개의 힌트는 언제든지 사용할 수 있다.
- 잘못된 신원(Mistaken Identity): 250,000달러를 받기 전에 쓸 수 있다. 참가자는 신원을 잘못 짚지 않았거나 마지막 2명에 도달했을 때 가져갈 수 없다. 도전 상금은 2가지 사건 가운데 하나가 발생했을 때 사회자가 모르는 사람의 신분을 숨기기 전에 도전 상금을 받고 떠날 수 있도록 제시한다. 힌트는 10단계에서만 사용할 수 있으며, 2번째 계산이 틀리면 보너스는 한 푼도 받지 않는다.

다음 2가지 힌트는 참가자의 신원 판단을 돕는다.
- 3가지 가능성(Tri-dentity): 3가지 가능성을 사용하면 선택할 수 있는 낯선 사람은 3명이 되는데 정답이 되는 1명과 오답이 되는 2명만 남게 된다. 3가지 가능성을 사용한 후에는 반드시 3명 가운데 1명만을 선택해야 한다. 힌트는 8단계에서 사용할 수 있으며, 나머지 3명이 남아 있는 경우에는 3가지 가능성을 사용할 수 없다.
- 전문가의 의견(Ask The Experts): 참가자는 3명의 전문가에게 신원 감정을 의뢰하고 의견을 제시할 수 있는 1명을 선정한다. 1회에서는 신체 언어 전문가인 마크 에드가 스티븐스(Mark Edgar Stephens), 물리학자 데버라 앤더슨(Dr. Deborah Anderson), 미국 연방수사국(FBI) 사설 조사관 크리스토퍼 휘트컴(Christopher Whitcomb)이 출연했다.